# Teplitzer FK
Der Teplitzer FK war ein österreichischer und später tschechoslowakischer Fußballverein der deutschsprachigen Bevölkerung der nordböhmischen Kurstadt Teplitz-Schönau. Der TFK spielte von 1929 bis 1936 in der tschechoslowakischen Staatsliga, 1934 nahm er am Mitropacup teil.

## Vereinsgeschichte

### Anfänge
1903 kam es im Hotel Bahnhof des mehrheitlich von Deutschösterreichern bevölkerten Kurortes Teplitz-Schönau zur Gründung eines Fußballvereins, der sich den Namen Teplitzer FK gab. Als Vereinsfarben wurden die Stadtfarben Blau und Weiß gewählt. Bis der Klub bei den zuständigen Behörden registriert werden konnte, musste er mehrmals die Satzung ändern, so dass die Blau-Weißen erst 1904 ihr erstes offizielles Spiel austragen konnten. Gegner am 27. November war die Mannschaft aus Tetschen.

### Internationale Vergleiche
Am 11. Juni 1905 bestritt die Elf ihr erstes internationales Aufeinandertreffen, Hohenstaufen Dresden wurde mit 3:0 besiegt. Es folgten zahlreiche weitere internationale Spiele in den nächsten Jahren, beispielsweise gegen den 1. FC Nürnberg, den VfB Leipzig oder Nottingham Magdala sowie ein reger Spielverkehr mit den starken Verbandsklubs aus Wien wie mit dem First Vienna FC 1894 oder dem Wiener AC. Gute Ergebnisse führten dazu, dass der Teplitzer FK 1909 als zweiter böhmischer Klub nach dem DFC Prag in die Erste Klasse des ÖFV aufgenommen wurde. Beim Länderspiel am 10. September 1911 wurde mit Jaroslav Spindler auch der erste Teplitzer Spieler in die Nationalmannschaft einberufen, beim 2:1-Sieg gegen Deutschland köpfelte er in Dresden zudem das Siegtor.
Nachdem es 1911 zu einer Neuorganisation im österreichischen Fußball gekommen war, wurden einerseits Teilverbände des ÖFV eingeführt sowie verpflichtende Ligameisterschaften in diesen gestartet. Der Teplitzer FK war so Gründungsmitglied des DFVfB. Die Österreichische Meisterschaft pro Böhmen wurde letztlich 1912/13 gestartet, wobei sich der Teplitzer FK hinter dem DFC Prag auf dem zweiten Rang platzieren konnte. International pflegte man weiterhin Spiele gegen Vereine aus dem Deutschen Reich. BFC Preussen wurde mit 3:1, der FC Bayern München mit 7:2 geschlagen. Ein häufiger Gegner war der SV Guts Muts aus dem nahen Dresden. In der Weihnachtswoche 1920 fuhr die Mannschaft nach Norddeutschland, wo sie in Kiel gegen den KSV Holstein mit 10:1 gewann. Auch beim Hamburger SV waren die Fußballer aus Teplitz mit 3:1 erfolgreich.

### Deutschböhmischer Meister
Nachdem Teplitz 1918 ein Teil der Tschechoslowakei wurde, blieb der DFVfB bestehen und wurde in den Dachverband ČSAF eingegliedert. In den Spielzeiten 1920/21 und 1921/22 nahm der Teplitzer FK an der wiedergestarteten Ligameisterschaft des DFVfB teil und konnte diese jeweils für sich entscheiden.

### Südamerika-Tournee
Der Teplitzer FK reiste 1922 als erste tschechoslowakische Fußballmannschaft nach Südamerika. Ursprünglich war der Wiener Spitzenklub Amateure (heute: FK Austria Wien) eingeladen worden, der österreichische Verband untersagte die Reise jedoch wegen des Amateurstatus der Spieler. Durch gute Kontakte nach Wien kam der Teplitzer FK zur Ehre, den europäischen Fußball in Argentinien, Uruguay und Brasilien zu repräsentieren. Ende Juni 1922 brach die Mannschaft in Teplitz-Schönau auf, am 5. Juli bestieg sie den Ozeandampfer Zeelandia, Anfang August kamen die Teplitzer schließlich in Buenos Aires an. Dort absolvierte das Team am 8. August ein Spiel gegen eine Stadtauswahl, das 1:1 endete. Fünf Tage später traf der TFK auf die Argentinische Nationalmannschaft, von der man sich ebenfalls 1:1 trennte. Am 20. August fand abermals ein Match gegen die Landesauswahl statt, diesmal stand es nach 90 Minuten 3:3 unentschieden. Drei Tage später standen die Teplitzer in Montevideo auf dem Platz und unterlagen der Nationalelf Uruguays mit 0:2. Im September schließlich traf die Mannschaft auf eine Auswahl aus Santos, letztes Spiel der Tournee war ein 1:1 am 20. September gegen eine Stadtauswahl von Rio de Janeiro. Zurück in Teplitz-Schönau waren die Spieler am 19. Oktober 1922.
Über die tatsächliche Anzahl der Spiele herrscht Uneinigkeit. Der durch Gilbert Bringmann zusammengestellte Fußball-Almanach 1900–1943 listet auf Seite 324 elf Spiele des Teplitzer FK in Südamerika auf, fünf mehr als Radovan Jelínek und Miloslav Jenšík im Atlas českého fotbalu od roku 1890 auf Seite 100 und Lubomír Král in Historie německé kopané v Čechách, erwähnt jedoch nicht das Spiel am 20. September 1922 in Rio de Janeiro. In der folgenden Tabelle sind somit zwölf Begegnungen auf Basis des Fußball-Almanach 1900–1943 mit entsprechenden Anmerkungen verzeichnet.
| Datum         | Ort            | Gegner                          | Ergebnis | Anmerkungen |
| 6. August     | Buenos Aires   | Städtemannschaft Buenos Aires   | 1:1      | Sportivo Barras |
| 13. August    | Buenos Aires   | Argentinien                     | 1:1      | |
| 20. August    | Buenos Aires   | Städtemannschaft Buenos Aires   | 3:3      | im Atlas českého fotbalu od roku 1890 sowie in Historie německé kopané v Čechách wird als Gegner die argentinische Nationalelf genannt                                         |
| 27. August    | Montevideo     | Städtemannschaft Montevideo     | 0:2      | im Atlas českého fotbalu od roku 1890 sowie in Historie německé kopané v Čechách wird als Gegner die Nationalelf Uruguays genannt, das Spieldatum mit 23. August angegeben     |
| 29. August    | Montevideo     | Städtemannschaft Montevideo     | 1:5      | im Atlas českého fotbalu od roku 1890 findet sich kein Hinweis auf dieses Spiel                                                                                                |
| 5. September  | Portenos       | Städtemannschaft Portenos       | 6:3      | im Atlas českého fotbalu od roku 1890 findet sich kein Hinweis auf dieses Spiel                                                                                                |
| 7. September  | Buenos Aires   | Städtemannschaft Buenos Aires   | 1:3      | im Atlas českého fotbalu od roku 1890 findet sich kein Hinweis auf dieses Spiel                                                                                                |
| 10. September | Montevideo     | Peñarol Montevideo              | 0:1      | im Atlas českého fotbalu od roku 1890 findet sich kein Hinweis auf dieses Spiel, hingegen finden sich Hinweise auf der Seite der RSSSF und auch auf einer Fanseite von Peñarol |
| 17. September | Santos         | Städtemannschaft Santos         | 5:4      | |
| 20. September | Rio de Janeiro | Städtemannschaft Rio de Janeiro | 1:1      | im Fußball-Almanach 1900–1943 findet sich kein Hinweis auf dieses Spiel |
| 30. September | São Paulo      | Städtemannschaft São Paulo      | 3:1      | im Atlas českého fotbalu od roku 1890 findet sich kein Hinweis auf dieses Spiel                                                                                                |
| 1. Oktober    | São Paulo      | Corinthians São Paulo           | 3:1      | im Atlas českého fotbalu od roku 1890 findet sich kein Hinweis auf dieses Spiel                                                                                                |

### Im Profilager
Bei der Einführung des Professionalismus 1925 wechselte der Teplitzer FK ins Profilager und wurde in die 2. Liga eingeteilt, in dem neben zwei weiteren deutschböhmischen Vereinen, Karlsbader FK und DSK Brüx drei tschechische Klubs spielten, SK Čechie Praha VIII, Slavoj Žižkov und der SK Kladno, der die Meisterschaft gewann. Nach Ablauf der Saison schlossen sich die tschechischen Klubs zu einer geschlossenen Gesellschaft zusammen, der DFVfB gründete eine Profiliga, Teilnehmer waren der DFC Prag, der Teplitzer FK und der Karlsbader FK, die die Spielzeit 1926/27 auch in dieser Reihenfolge beendeten. Anschließend kehrten die Karlsbader ins Amateurlager zurück, so dass die beiden verblieben Profiklubs DFC und TFK in der Saison 1927/28 nur Privatspiele austrugen. Wie alle DFV-Vereine insgesamt pflegte auch der Teplitzer FK eine weiterhin enge Beziehung zum ÖFV und dessen Profi-Klubs. Teils berühmte Wiener Fußballer wie Otto Haftl und Karl Sesta konnten nach Teplitz geholt werden. Haftl kam in dieser Zeit sogar in der österreichischen Nationalmannschaft zum Einsatz, da man ihn beim ÖFB nicht als Legionär betrachtete.

### NSTG Teplitz-Schönau
Nach der Zerschlagung der Tschechoslowakei wurde 1940 die Nationalsozialistische Turngemeinde NSTG Teplitz-Schönau gegründet, in der alle Teplitzer Sportvereine vereinigt wurden.

## Erfolge
- Meister des DFVfB 1921, 1922 und 1938
- Mitropacup-Teilnehmer 1934

## Internationale Wettbewerbe
| Saison | Wettbewerb                  | Gegner         | Hinspiel | Rückspiel | Gesamt |
| 1934   | Mitropapokal (Achtelfinale) | Juventus Turin | 2:4 (A)  | 0:1 (H)   | 2:5    |

## Ehemalige Spieler
- József Bánás
- Štefan Čambal
- Karel Koželuh
- Rudolf Krčil
- Heiner Kugler
- Ehrenfried Patzel
- Jaroslav Prokop
- Heinrich Schaffer
- Karl Sesta
- Ferenc Szedlacsek

## Statistik
| Saison  | Liga                                   | Platz    | Spielklasse des DFV |
| 1918/19 | Erz- und Mittelgebirgsgau DFVfB        | 1. Platz | Höchste Spielklasse |
| 1919/20 | Liga Meisterschaft DFVfB, Westgruppe   | 2. Platz | Höchste Spielklasse |
| 1920/21 | Liga Meisterschaft DFVfB, Westgruppe   | 1. Platz | Höchste Spielklasse |
| 1921/22 | Liga Meisterschaft DFVfB, Westgruppe   | 1. Platz | Höchste Spielklasse |
| 1922/23 | Liga Meisterschaft DFVfB, Westgruppe   | 2. Platz | Höchste Spielklasse |
| 1923/24 | Liga Meisterschaft DFVfB, Nordwest Gau | 1. Platz | Höchste Spielklasse |
| 1924/25 | –1                                     |          |                     |

1 Einführung des Professionalismus, Saison annulliert
Nach Einführung des Professionalismus:
| Saison  | Liga                                | Platz     | Spielklasse              |
| 1925/26 | 2. Asociační liga                   | 2. Platz  | Zweithöchste Spielklasse |
| 1926/27 | Profiliga DFVfB                     | 2. Platz  | Höchste Spielklasse      |
| 1927/28 | –1                                  |           |                          |
| 1928/29 | Qualifikation zur 1. Asociační liga | 1. Platz  |                          |
| 1929/30 | 1. Asociační liga                   | 5. Platz  | Höchste Spielklasse      |
| 1930/31 | 1. Asociační liga                   | 7. Platz  | Höchste Spielklasse      |
| 1931/32 | 1. Asociační liga                   | 6. Platz  | Höchste Spielklasse      |
| 1932/33 | 1. Asociační liga                   | 8. Platz  | Höchste Spielklasse      |
| 1933/34 | 1. Asociační liga                   | 4. Platz  | Höchste Spielklasse      |
| 1934/35 | Staatsliga                          | 8. Platz  | Höchste Spielklasse      |
| 1935/36 | Staatsliga                          | 12. Platz | Höchste Spielklasse      |
| 1936/37 | Meisterschaft DFVfB, Gruppe Böhmen  | 2. Platz  | Höchste Spielklasse      |
| 1937/38 | Meisterschaft DFVfB, Gruppe Böhmen  | 1. Platz  | Höchste Spielklasse      |
| 1938/39 | –2                                  |           |                          |

1 da neben dem Teplitzer FK nur noch der DFC Prag eine Profimannschaft stellte, fand in dieser Saison keine DFV-Meisterschaft statt
2 Meisterschaft nach dem Inkrafttreten des Münchner Abkommens nicht mehr zu Ende gespielt